# 神戸市立小学校強制進級事件
神戸市立小学校強制進級事件（こうべしりつしょうがっこうきょうせいしんきゅうじけん）は、1993年の日本で起きた教育裁判である。兵庫県神戸市須磨区の小学校で、在学者が自主的な原級留置（留年）を希望し、また保護者（父親）もこれに同意する形で進級しないよう希望したものの、学校側が強制的に進級を実施したため、裁判となった。結果は学校側（被告側）の勝訴であった。

## 経緯
神戸市立菅の台小学校に在籍していた5年生の女子児童が、いじめなどの理由により長期欠席となった。登校したのは71日で、うち37日が会議室での自習であり、教室に出席したのは34日だけであった。出席日数の不足を理由に、児童と父親は「留年にしてほしい」と希望したが、校長は成績を考慮して拒否し、強制的に6年に進級させた。本人、または親はそれを不満とし、1993年5月に神戸地方裁判所に訴え出た。

## 判決

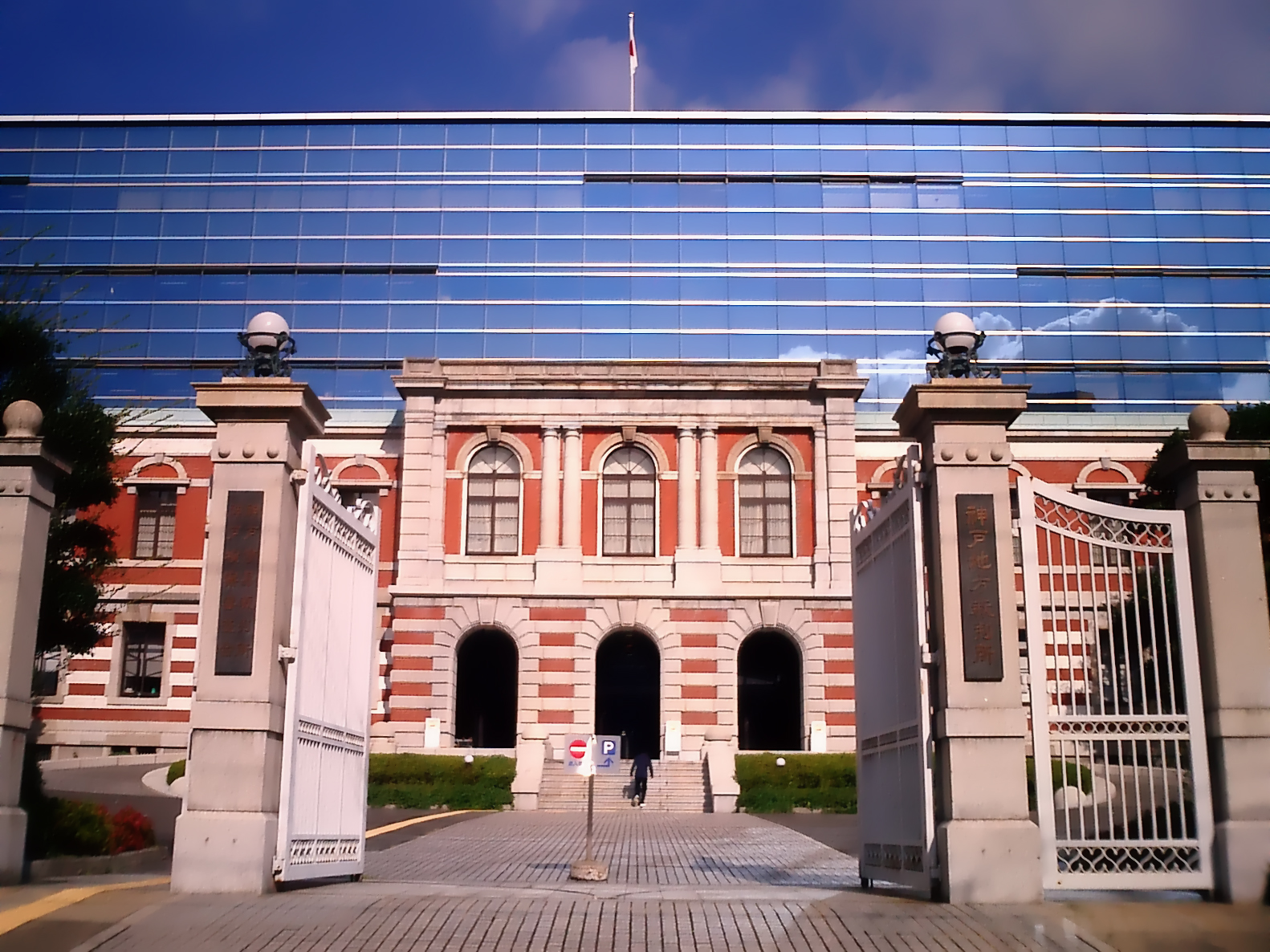
神戸地方裁判所

1993年8月30日に神戸地方裁判所で、以下の要旨に基づき、学校側が進級を決定したことを正当化し、原告側の敗訴とする判決を下した。
- 小学校段階では年齢により、体格・精神年齢・運動能力に顕著な差があり、1年遅れると次年度の児童の間に溶け込むのに大変な努力が必要になるし、社会的な違和感に耐える必要という著しい不利益を被ることを考慮すべきである。
- 一般的に義務教育では年齢主義的な学年制の運用がされているが、特に初等普通教育においては「心身の発達に応じて」教育を施すことを目的としており、小学校の段階では年齢により、精神年齢・運動能力･体格等心身の発達に顕著な開きがあることから、年齢別の教育が最も適するといえる。
- 同じ社会生活･日常生活上の経験を有する、同年齢の児童ごとに教育することが最も適していると解せられる。

## 背景
日本の公立小学校では長期欠席や成績の不良などにより、満足に授業が受けられていない児童に対しては校長の判断で進級させずに原級留置をすることが可能である。しかし教育の実務上は、強固な年齢主義によって運営されているため、実際に原級留置になることは少ない（自主的な原級留置を希望しても、ある程度の成績があれば進級させられる）。本事件が起こったのは、そういった「同学年＝同年齢」の文化が小・中学校や高等学校に強く根付いているという背景があった。
一方、私立・国立の小学校では、この限りではなく、出席日数が足りなかったり、成績不良などによって留年措置が採られることは一般的に行なわれている。この場合「留年 ＝ 恥ずかしいこと」というイメージが付くのを避けるため、生徒の面子保持として「家庭の事情により転校」という体裁を採って退学し、公立校に転入する生徒がほとんどである（転入先の公立校では他の生徒との年齢の兼ね合いを鑑み、年齢主義制が採られる。遵って、たとえば2年生に進級できなくても転校先の公立校では2年生に割り当てられる）。
詳細は「年齢主義と課程主義」を参照のこと。